# Torkil Damhaug
Œuvres principales
La Vengeance par le feu
Torkil Damhaug, né le 8 novembre 1958 à Lillehammer, en Norvège, est un écrivain norvégien, auteur de roman policier.

## Biographie
Il fait des études de littérature  et d'anthropologie à l'université de Bergen et de médecine à l'université d'Oslo.
En 1996, il publie son premier roman, Flykt, måne. En 2011, il fait paraître La Vengeance par le feu (Ildmannen) avec lequel il remporte le prix Riverton 2011.

## Œuvre

### Romans
- Flykt, måne (1996)
- Syk rose (1999)
- Overlord (2006)
- Se meg, Medusa (2007)
- Døden ved vann (2009) Publié en français sous le titre La Mort dans les yeux, Paris, Éditions du Seuil, coll. « Seuil policiers » (2011)  (ISBN 978-2-02-103702-9)
- Ildmannen (2011) Publié en français sous le titre La Vengeance par le feu, Paris, Éditions du Seuil, coll. « Seuil policiers » (2014)  (ISBN 978-2-02-112506-1)
- Sikre tegn på din død (2013)
- En femte årstid (2016)
- Glasshjerte (2017)

## Prix et distinctions

### Prix
- Prix Riverton 2011 pour La Vengeance par le feu (Ildmannen)[1].
- Prix Riverton 2016 pour En femte årstid.